# マルタの世界遺産

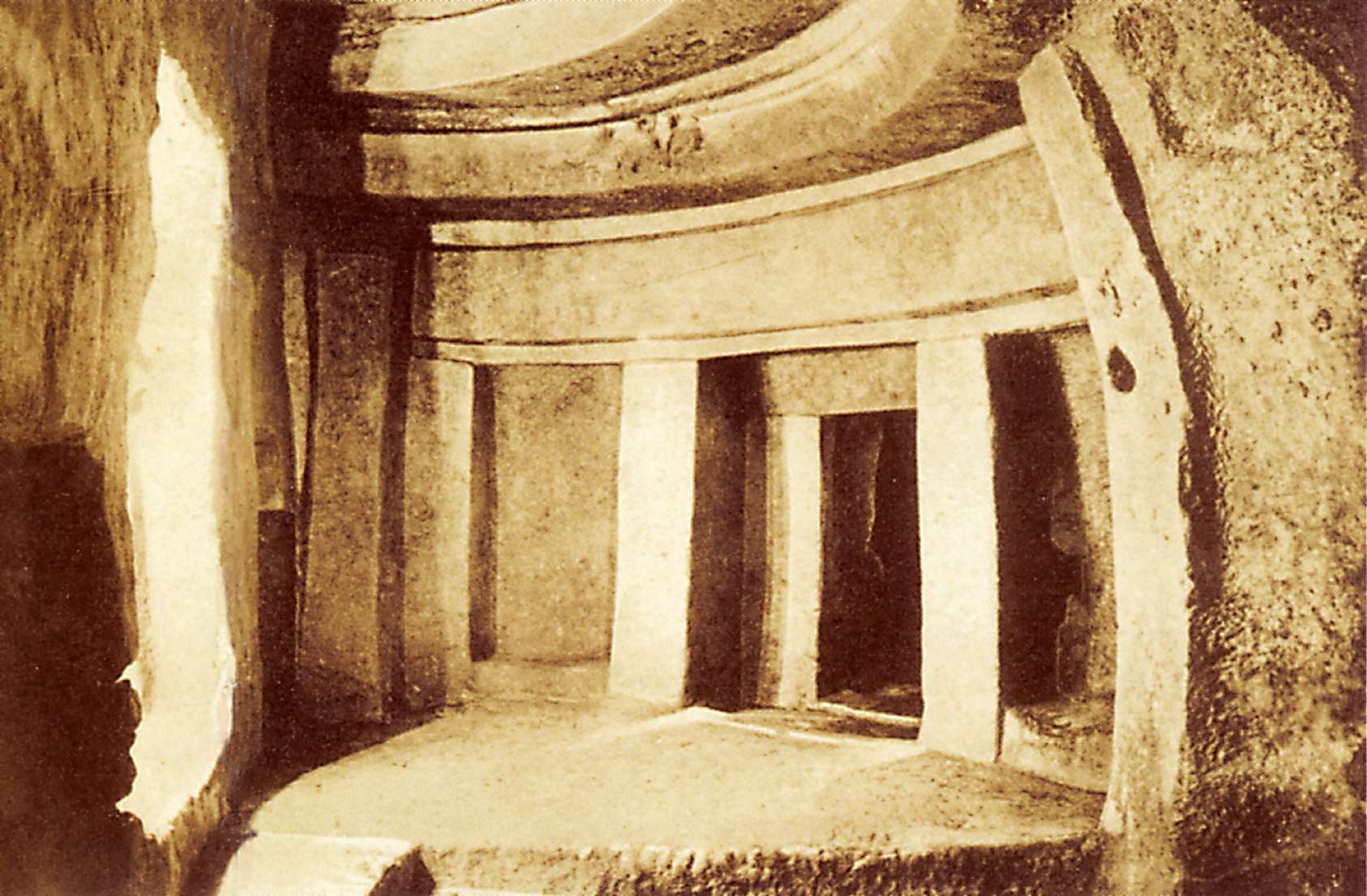
ハル・サフリエニの地下墳墓

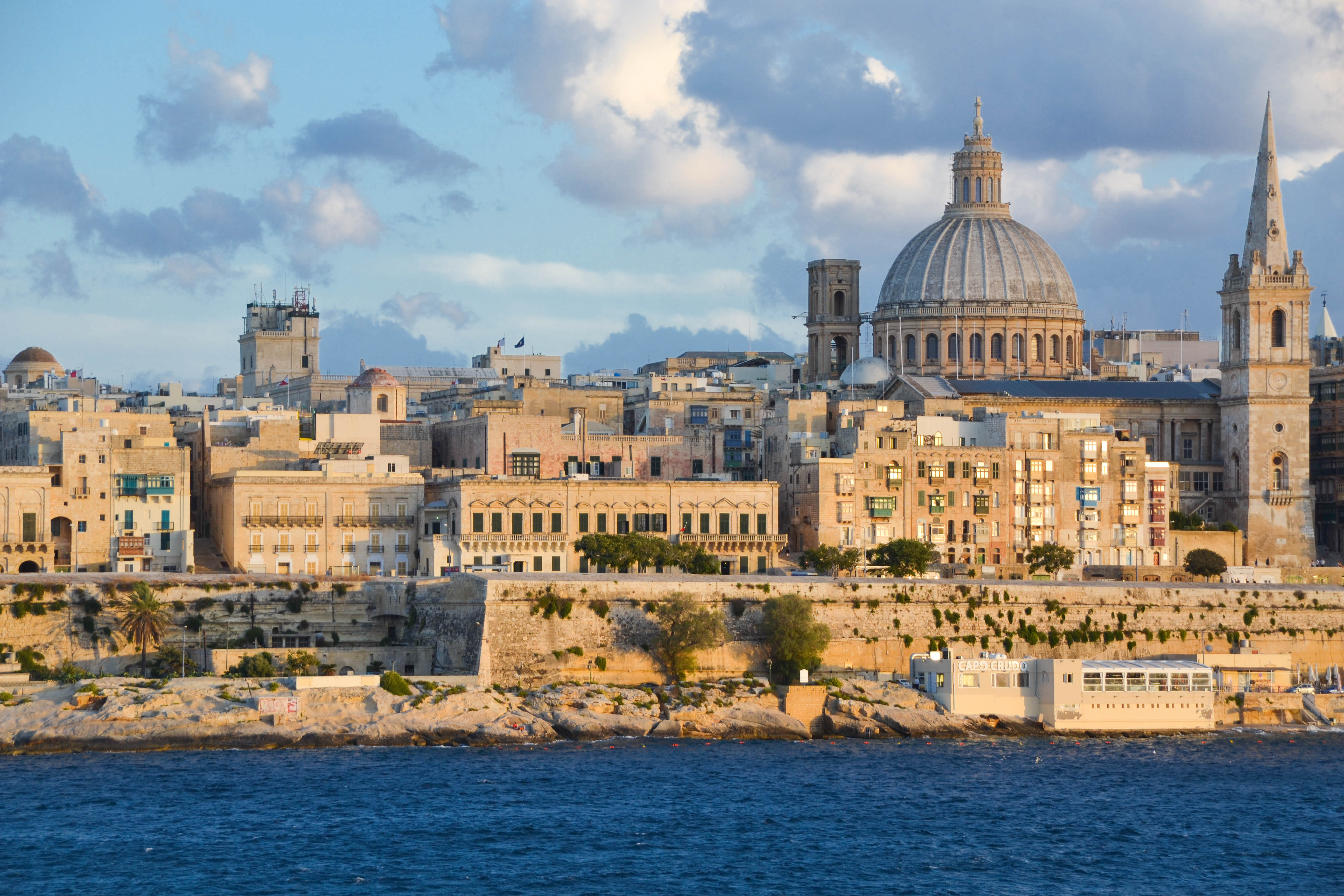
バレッタ市街

マルタの世界遺産（マルタのせかいいさん）はユネスコの世界遺産に登録されているマルタ国内の文化・自然遺産の一覧。Category:マルタの世界遺産に索引がある。

## 文化遺産
- ハル・サフリエニの地下墳墓 - （1980年）
- バレッタ市街 - （1980年）
- マルタの巨石神殿群 - （1980年）

## 自然遺産
なし

## 複合遺産
なし